# Latinermassakren
Latinermassakren (italiensk: Massacro dei Latini; græsk: Σφαγή των Λατίνων) var en storstilet massakre af Konstantinopels katolske indbyggere (Latinere) i april 1182. Samtidige kilder anslår at 60.000 blev dræbt eller tvunget til at flygte. Desuden blev omkring 4.000 overlevende solgt som slaver. Latinermassakren anstrengte forholdet mellem Vesteuropa og Det byzantinske rige og Latinermassakren regnes ofte som en direkte årsag til Det fjerde korstogs erobring af Konstantinopel i 1204.

## Baggrund
Efter kejser Manuel 1.s død i 1180, overtog hans enke Maria af Antiokia magten som regent for deres mindreårige søn, Alexios 2. Komnenos. Hendes styre blev hurtigt upopulært, især på grund af favorisering af latinske købmænd, der allerede var forhadt blandt store dele af byens græske befolkning, grundet latinernes dominans over byens handel og finans.

## Massakren
Massakren blev udløst af Andronikos Komnenos' indtog i byen og hans efterfølgende magtovertagelse. Andronikos gjorde intet for at forhindre massakren, som samtidige kilder mener kan have kostet op mod 60.000 mennesker livet.